# Sveřep jalový

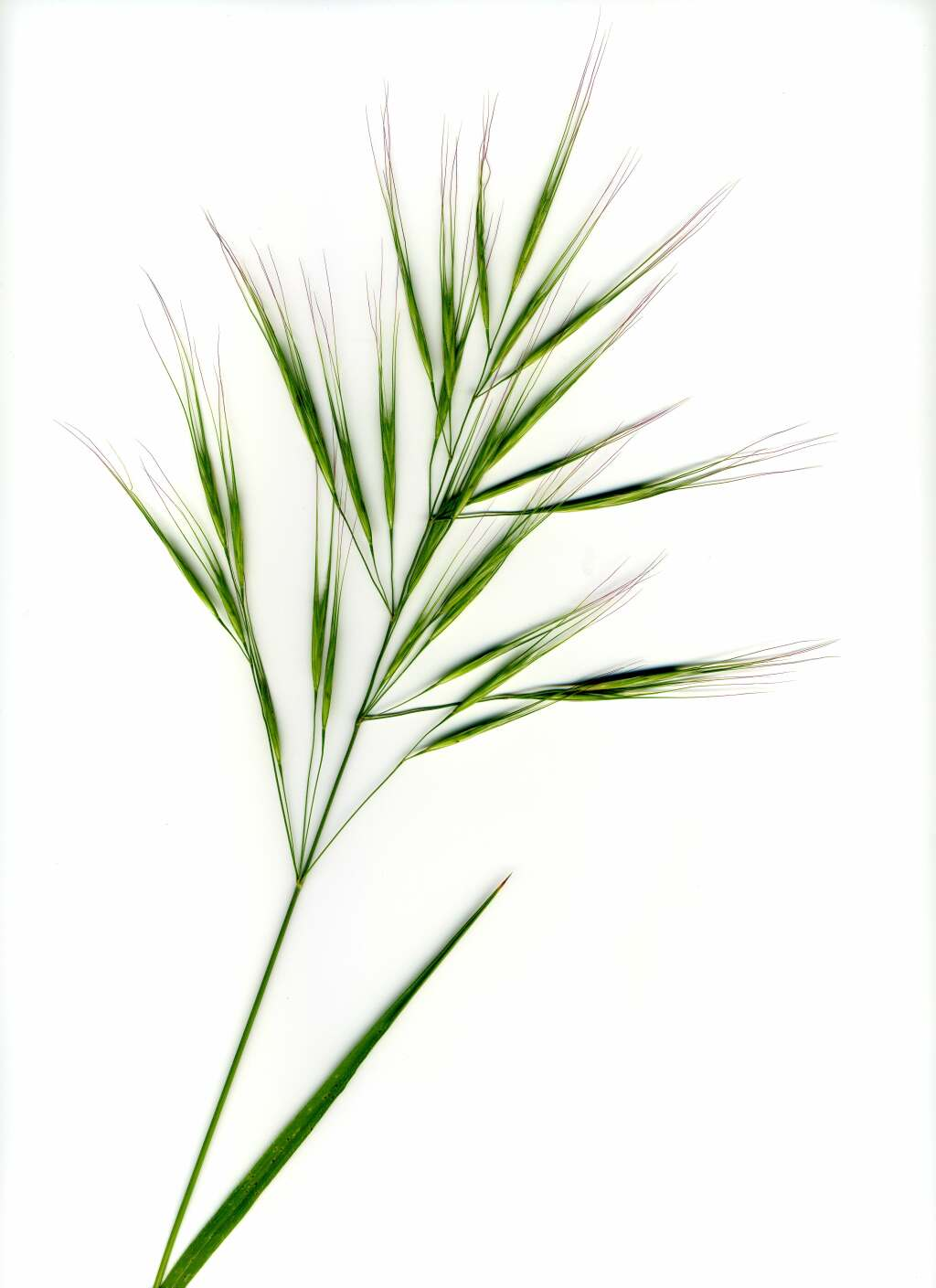
Nákres květenství

Sveřep jalový (Bromus sterilis) je jednoletá, nevysoká travina, jeden z mnoha druhů rodu sveřep. V posledních desetiletích se tento naturalizovaný archeofyt v české přírodě výrazně rozšířil a je považován za plevelnou rostlinu.

## Rozšíření
Je rozšířen v Evropě, Západní a Střední Asii, v severní Africe, Severní Americe, Austrálii; roste ve většině oblastí s mírným klimatem. V České republice se vyskytuje od nížin až po pahorkatiny, v teplejších oblastech je častější.

## Ekologie
Roste hlavně na sušších, kyprých, zásaditých půdách bohatých na dusík. Objevuje se podél cest, na mezích, úhorech a náspech odkud se šíří na ornou půdu, kde obsazuje hlavně okraje polí. Je málo konkurenceschopná rostlina a nedokáže intenzivně růst v hustých porostech. Zapleveluje obvykle prořídlé víceleté pícniny, ozimé obilniny a semenářské porosty trav.

## Popis
Jednoletá, ozimá, volně trsnatá tráva vysoká 30 až 100 cm s bohatými svazčitými kořeny. Stébla jsou přímá nebo v kolénkách vystoupavá, tuhá a lysá. Pochvy listů jsou měkce chlupaté, do tří čtvrtin uzavřené a v ústí mají jemně roztřepený, 4 mm jazýček; ouška chybějí. Listové čepele, až 60 cm dlouhé a 6 mm široké, jsou ploché, ochablé, měkce chlupaté a po okrajích drsné. Listová vernance je stočená.
Na konci stébla vyrůstá 10 až 20 cm dlouhá a 7 až 12 cm široká, všestranně rozkladitá lata. Je velmi řídká, široce rozložená a její větévky jsou dlouhé a po odkvětu mírně převislé. Větévka nese jeden až čtyři osinaté klásky, 2 až 3 cm dlouhé, zploštělé a mívající čtyři až šest kvítků. V době květu a za plodu je klásek nahoře do široka otevřen a je zbarven zeleně a později fialově až hnědě. Spodní pleva je jednožilná, horní třížilná, jsou protáhlé, stejně dlouhé a mají až 3 cm rovnou osinu. Vykvétá od května do července.
Plody jsou úzce protáhle, pluchaté obilky velké asi 1,5 cm. Povrch pluch je štětinatý, matný, nafialovělý až šedohnědý. Na jedné rostlině dozraje přes 500 obilek. Ploidie druhu je 2n = 14.

## Rozmnožování
Sveřep jalový se množí pouze semeny (obilkami), která po dozrání vypadají na půdu. Brzy jsou schopná vyklíčit, obvykle dobře vzcházejí z povrchu půdy nebo z hloubky do 5 cm. Mladé rostlinky spolehlivě přezimují a na jaře pokračují v růstu. Na nová místa se rostliny šíří nevyčištěným osivem, kompostem a přenosem semen větrem.

## Význam
Jedná se sice o málo nebezpečný plevel, který se ale v posledních létech velmi rychle šíří, hlavně v ozimých obilovinách. Má stejný vývojový cyklus jako ozimé obiloviny a k jeho rozšiřování přispívá opětovné vysévání obilovin na pozemky bez přerušení jinou plodinou. Prospívá mu také používání bezorebného obdělávání půdy a ponechávání okrajů polí a souvratí ležet ladem, odkud se může snadno šířit na zemědělsky využívané plochy. Navíc nejsou selektivní herbicidy vhodné k jeho potlačení v obilninách.